# Fryma e Re
Fryma e Re (albanisch für Neuer Geist, Kurzbezeichnung FeR) ist der Name einer ehemaligen politischen Partei im Kosovo. Sie wurde am 5. Oktober 2010 von Shpend Ahmeti und Ilir Deda sowie weiteren Mitgliedern gegründet. Die Partei setzte sich für eine demokratische Entwicklung des Staates Kosovo ein. „Wir unterscheiden Bürger nicht aufgrund ihrer Herkunft … sie sind Einzelpersonen und jeder wird ohne Ansehen der Person vertreten,“ sagte Deda in einem Interview. Die Partei nahm an der Parlamentswahl 2010 teil und erreichte 2,2 Prozent und keinen Parlamentssitz. FeR warf der Regierung unter Ministerpräsident Hashim Thaçi Manipulationen am Vorgang der Wahlen vor. Am 30. März 2011 schloss sich FeR der Vetëvendosje! mit der Begründung an, dass sich kleinere Parteien zu größeren Parteien zusammenschließen sollten, um Veränderungen bewirken zu können.